# Pênalti
O pênalti, penalty, penalidade máxima (português brasileiro) ou grande penalidade ou penálti (português europeu) é a penalização máxima, nos desportos coletivos, que uma equipe sofre por conta de uma infração cometida durante uma partida.
Esta punição é adotada nos desportos coletivos em que o objetivo de pontuação é a marcação de um gol. Assim, como exemplo de esportes coletivos em que o Pênalti existe, tem-se: futebol e suas variantes (futebol de salão, futsal, futebol de areia, futebol de sete, showbol); hóquei e suas variantes (hóquei no gelo, hóquei na grama), e até mesmo no polo aquático.

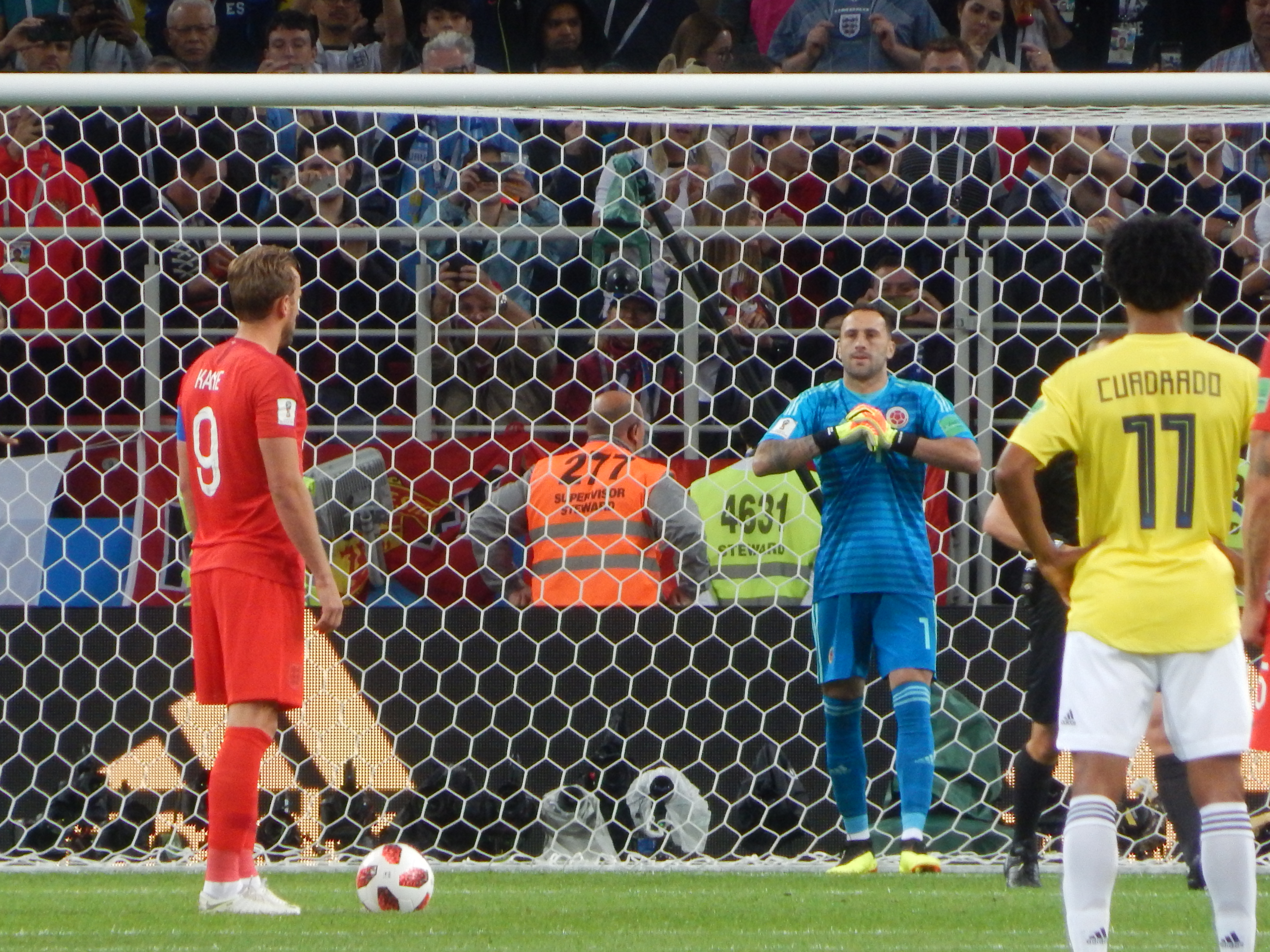
Harry Kane (Inglaterra) prepara-se para bater um pênalti contra a Colômbia, em partida da Copa do Mundo FIFA de 2018.

## No futebol

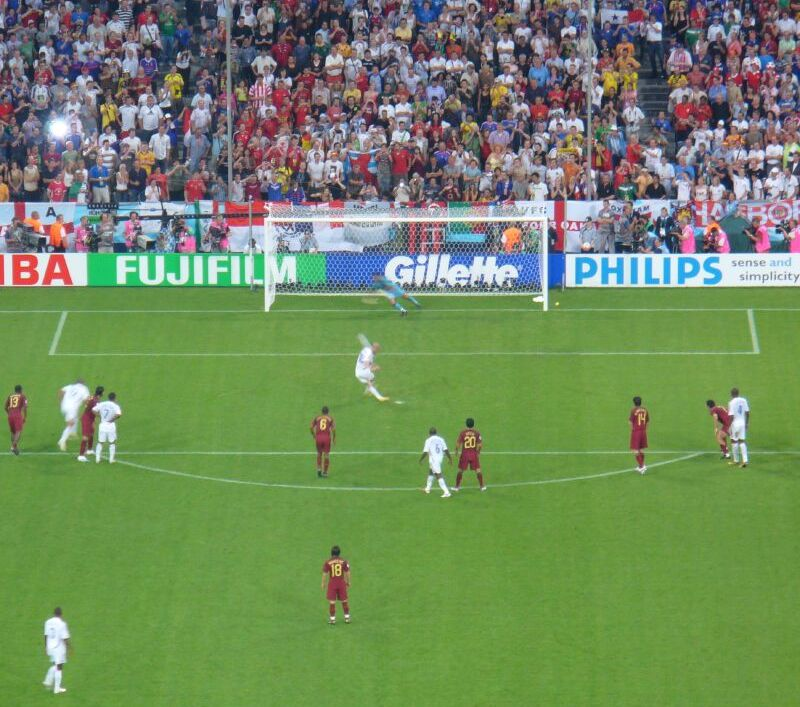
Os jogadores assumem as suas posições para a marcação de grande penalidade.

No futebol, o pênalti é a falta suprema para a equipe, enquanto o cartão vermelho é a punição máxima individual, aplicada para jogadores. Deve ser marcada toda vez que houver uma falta dentro da grande ou da pequena área que favoreça o time adversário ao do goleiro que defende a baliza de tal área.
Também pode ocorrer, quando ao final de um campeonato (ou de uma decisão), há necessidade de definir quem será o vencedor, devido as equipes estarem empatadas. Normalmente é decidido com 5 (cinco) pênaltis para cada equipe.
Para a cobrança de um pênalti a bola é colocada na linha de grande penalidade (no centro da meia-lua, em frente à baliza) e o duelo trava-se unicamente entre o rematador e o goleiro. Imediatamente após o remate o jogo prossegue naturalmente, o que significa que, por exemplo, se o guarda-redes defender a bola para longe da baliza e não a agarre, os jogadores, que esperam atrás da linha de remate, podem continuar a jogar e insistir no remate.
O pênalti é aplicado na maioria das modalidades de futebol, tais como futebol de campo, futsal, futebol de salão, futebol society, etc.
Quando ocorrido durante a partida pode ser cobrado em dois toques, desde que a bola seja rolada para frente e o segundo jogador a tocar nela esteja fora da área no momento da cobrança. No caso de decisão de resultado por pênaltis isso não é permitido.

### História
A regra da penalidade máxima no futebol foi adicionada as regras gerais do esporte, em 3 de março de 1891. O que pouca gente sabe é que, quando a marcação de pênalti surgiu, a bola podia ser batida de qualquer ponto a 11 metros do gol.

#### Para o goleiro
Na regra do jogo de 1997/1998, o texto diz: “O goleiro defensor deverá permanecer sobre sua própria linha de meta, frente ao executor do tiro penal e entre os postes de meta, até que a bola esteja em jogo”.
Ou seja, pode-se afirmar que um goleiro está sobre a linha de gol (como descrito na regra) se estiver “apenas” com um pé sobre a mesma. Portanto, se o goleiro der um passo em diagonal para direita ou esquerda com um dos pés na linha de gol, segue o jogo. Em caso de pulo para frente com os dois pés e posteriormente um passo em diagonal, volta a cobrança. Um passo para frente e mais um em diagonal, volta a cobrança.

#### Infrações à regra
O resultado das infrações à regra, quando da cobrança do pênalti, estão no quadro abaixo:
| Resultado da Cobrança                                                           | Sem violações             | Violação cometida pelo ataque | Violação cometida pela defesa | Violação cometida pelo ataque e pela defesa |
| ------------------------------------------------------------------------------- | ------------------------- | ----------------------------- | ----------------------------- | ------------------------------------------- |
| Bola entra no Gol                                                               | Gol                       | Necessidade de Nova Cobrança  | Gol                           | Necessidade de Nova Cobrança                |
| Bola vai para fora                                                              | Tiro de meta              | Tiro de meta                  | Necessidade de Nova Cobrança  | Necessidade de Nova Cobrança                |
| Bola volta para o campo de jogo após ser rebatida, pelo goleiro, ou pela baliza | Jogo continua normalmente | Tiro livre indireto           | Necessidade de Nova Cobrança  | Necessidade de Nova Cobrança                |
| Goleiro defende e segura a bola                                                 | Jogo continua normalmente | Jogo continua normalmente     | Necessidade de Nova Cobrança  | Necessidade de Nova Cobrança                |
| Goleiro defende e a bola vai para fora                                          | Cobrança de Escanteio     | Tiro livre indireto           | Necessidade de Nova Cobrança  | Necessidade de Nova Cobrança                |

#### Pênalti em dois toques
O pênalti em 2 toques, também chamado de pênalti indireto é um tipo de cobrança de pênalti que ocorre quando o jogador que irá bater o pênalti não chuta a bola diretamente para o gol, mas dá um passe para frente, em diagonal, para que outro jogador complete a jogada.
Este tipo de cobrança é permitido pelas Regras do Futebol, quando a partida ainda está rolando (na disputa de pênaltis, ela não é permitida). A "Regra 14" diz que o cobrador deve estar devidamente identificado e deve chutar a bola para frente. Nesse momento, a bola estará em jogo e em condição de disputa por todos os jogadores.
A primeira vez que se tem notícia da cobrança de pênalti em 2 toques foi uma ocorrida em 1957, no jogo entre as seleções da Bélgica e da Islândia, válido pelas eliminatórias europeias para a Copa do Mundo. O belga Henri Coppens tocou a bola para frente para que seu companheiro André Piters completasse a jogada. O lance, porém, só seria imortalizado em 1982, pelo holandês Johan Cruijff. Não é garantido nem provável que este tenha sido o primeiro lance do género, mas é o primeiro a estar registado em vídeo.

#### Decisões por pênalti

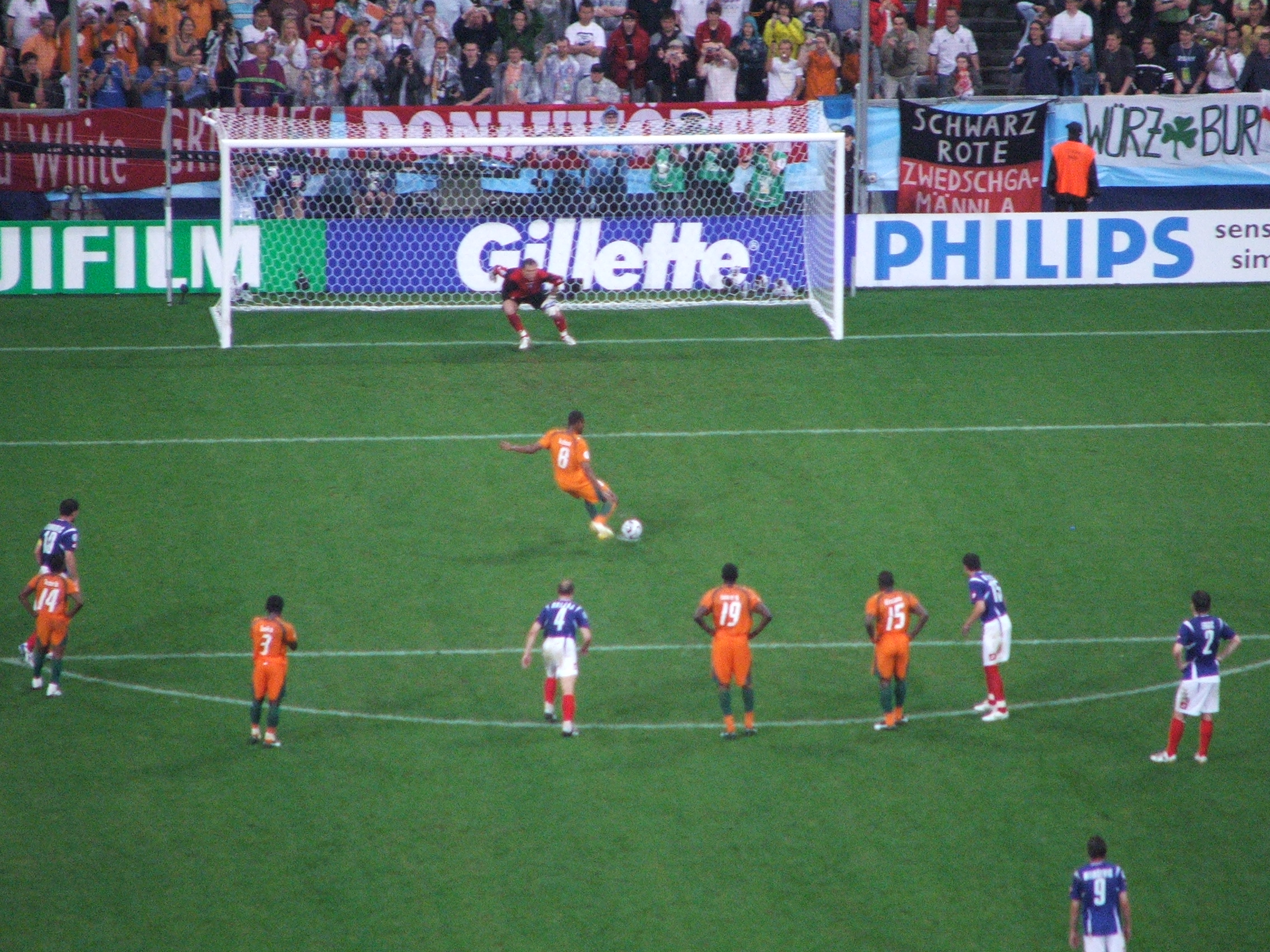
Pênalti cobrado pela seleção da Costa do Marfim.

A cobrança de pênaltis também é prevista no regulamento de algumas competições futebolísticas, quando a igualdade no marcador insiste em prevalecer, geralmente em jogos decisivos ou eliminatórios. É cobrada uma série de cinco pênaltis para cada equipe, até que uma seja declarada vencedora por ter feito pelo menos um gol a mais do que o rival, ou se este não puder alcançar a igualdade. Somente podem cobrar pênaltis jogadores que estejam atuando na partida; atletas expulsos não estão autorizados a participar das penalidades. Durante estas, os jogadores de ambas as equipes permanecem no círculo central, com exceção dos goleiros, que esperam pelas cobranças na grande área.
Caso o empate persista após a cobrança das cinco tentativas de cada lado são dadas chances adicionais, uma para cada time, até que um dos dois times acerte a cobrança tendo o outro falhado, sendo assim declarado o vencedor.
Ao contrário do pênalti cobrado durante o jogo, o pênalti cobrado em uma decisão por pênaltis não pode dar origem a rebote, isto é: uma vez que o goleiro tenha defendido a cobrança um outro jogador não pode tocar na bola para lançá-la de novo contra a meta.
O Brasil tem várias apresentações bem sucedidas em penalidades máximas em copas do mundo, inclusive consagrando-se campeão ao vencer seleção italiana, na final da copa de 1994 contra Itália e na semifinal da Copa de 1998, contra a Holanda.

### Análise estatística das cobranças

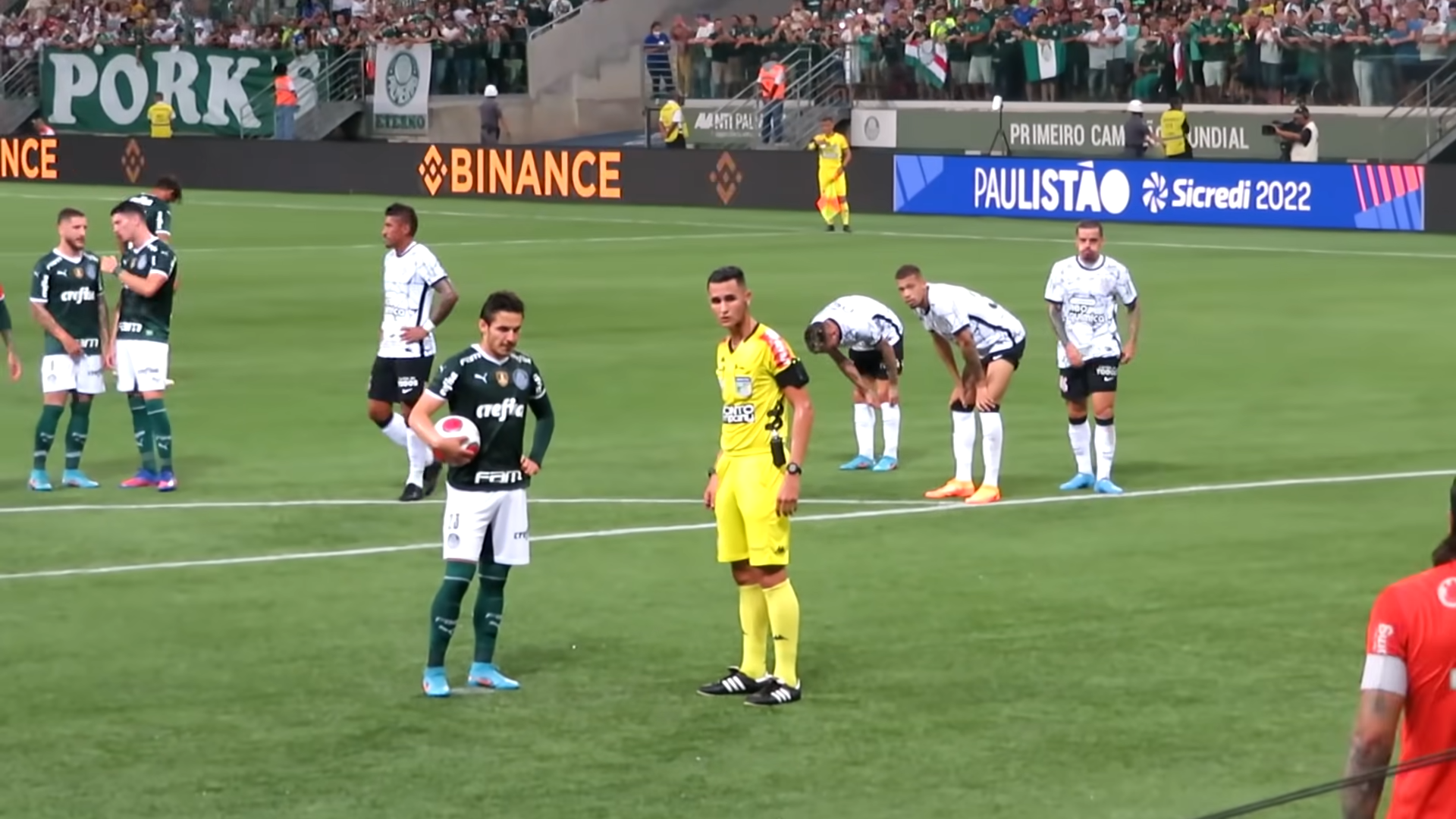
Raphael Veiga, do Palmeiras, prepara-se para cobrança de pênalti durante clássico contra o Corinthians válido pelo Campeonato Paulista de 2022.

#### Onde é melhor bater?
Em Abril de 2009, a Revista Super Interessante publicou uma matéria dizendo que "uma pesquisa descobriu, após analisar 286 cobranças de pênalti feitas em campeonatos internacionais, que o melhor é chutar a bola no meio, pois em 93,7% das vezes o goleiro pula para os lados." Isso porque ele, goleiro, é influenciado pelo que os cientistas chamam de "tendência à ação": prefere tomar a iniciativa e pular, porque a cobrança e os xingamentos da torcida por tomar um gol sem ter saído do lugar serão maiores do que se ele tiver se esticado todo. Já para os Matemáticos da Universidade John Moores, em Liverpool, que analisaram várias cobranças de pênalti, disseram que a maneira perfeita de bater um pênalti, é batendo uma bomba no alto do gol.

### Recordes e curiosidades
- Maior número de pênaltis batidos (e convertidos) numa disputa de pênaltis: 34 cobranças - Em 29.12.2001, num jogo amador, o Littletown FC e Storthes Hall cobraram 17 vezes cada um, e converteram todos. O jogo foi encerrado assim mesmo, com empate de 17x17, por falta de luz.[11]
- Maior número de pênaltis batidos (e convertidos) numa disputa de pênaltis (Futebol profissional): 28 cobranças - No Guinness Book, o relato com o maior número de cobranças foi registrado em 1987, quando Aldershot e Fulham jogaram na Inglaterra e cobraram 28 pênaltis, com vitória do primeiro por 11 a 10.[11]
- Maior número de pênaltis batidos (e desperdiçados) numa disputa de pênaltis: O Livro dos Recordes registra um jogo de 1998, válido pela Copa Sub-10 da Derby Community League, na Inglaterra, quando Mickleover Lightning Blue Sox e Chellaston Boys B. Nos pênaltis, o Blue Sox venceu por 2 a 1, com inimagináveis 63 cobranças desperdiçadas e apenas três convertidas – 35 foram defendidas e 28 foram para fora.[11]

#### Recordes Individuais
- Melhores "cartéis" individuais:

| Jogador            | Aproveitamento                | Ref.   |
| ------------------ | ----------------------------- | ------ |
| Ledio Pano         | 100% (50 cobranças, 50 gols)  | [ 12 ] |
| Peter Noble        | 100% (28 cobranças, 28 gols)  | [ 13 ] |
| Matt Le Tissier    | 98% (49 cobranças, 48 gols)   | [ 14 ] |
| Rickie Lambert     | 97% (35 cobranças, 34 gols)   | [ 15 ] |
| Vladislav Stoyanov | 96% (25 cobranças, 24 gols)   | [ 12 ] |
| Néstor Ortigoza    | 93,4% (61 cobranças, 57 gols) | [ 16 ] |
| Leighton Baines    | 91% (11 cobranças, 10 gols)   | [ 17 ] |
| Raphael Veiga      | 89% (29 cobranças, 26 gols)   | [ 18 ] |

- Mais pênaltis perdidos numa única partida -  Martín Palermo (3)[19]

## No polo aquático
O pênalti também faz parte das regras do polo aquático. Muito similar com o futebol, ele é cobrado pela equipe que teve um participante prejudicado na área do gol. O pênalti nessa modalidade é considerado como uma falta grave, já que o indivíduo acaba impedindo a realização de um provável gol do adversário.
No polo, os remates de pênalti são cobrados da linha de 5 m.

## Hóquei no gelo
No hóquei, o pênalti é mais conhecido por Tiro Penal. Ele é cobrado da seguinte forma: ficam no rinque apenas o patinador que vai cobrar e o goleiro que vai tentar defender. O juiz põe o disco no centro do gelo, o jogador o domina e deve ir controlando em direção ao gol, até chutar quando e como bem entender.